# 噪八色鸫
噪八色鸫（学名：Pitta versicolor），是八色鸫科八色鸫属的一种，是全面迁徙的候鸟，分布于印度尼西亚、巴布亚新几内亚和澳大利亚。全球活动范围约为451,000平方千米。该物种的保护状况被评为无危。
其种加词“versicolor”意为“颜色多样的”。
噪八色鸫的平均体重约为95.0克。栖息地包括城市、亚热带或热带的湿润低地林、亚热带或热带的红树林、亚热带或热带的（低地）干燥疏灌丛和亚热带或热带的湿润山地林。